# 2001年ラグビーウェールズ代表の日本遠征
2001年ラグビーウェールズ代表の日本遠征（2001ねんラグビーウェールズだいひょうのにほんえんせい）では、2001年6月にウェールズ代表が日本に遠征し日本代表とのテストマッチ2試合を含む計5試合が組まれた。ウェールズ代表の主力選手は2001年ブリティッシュ・アンド・アイリッシュ・ライオンズのオーストラリア遠征に参加しており日本遠征メンバーはベストメンバーではなかった。

## 試合日程・結果
| 日時          | 会場                       | ホーム                       | スコア | アウェイ   |
| ------------- | -------------------------- | ---------------------------- | ------ | ---------- |
| 2001年6月3日  | 秩父宮ラグビー場（東京都） | サントリー                   | 45-41  | ウェールズ |
| 2001年6月6日  | 長居陸上競技場（大阪府）   | 日本選抜                     | 22-33  | ウェールズ |
| 2001年6月10日 | 花園ラグビー場（大阪府）   | 日本                         | 10-64  | ウェールズ |
| 2001年6月13日 | 東京スタジアム（東京都）   | パシフィック・バーバリアンズ | 36-16  | ウェールズ |
| 2001年6月17日 | 秩父宮ラグビー場（東京都） | 日本                         | 30-53  | ウェールズ |